# Kevin Smith (Footballspieler, 1986)
Kevin Smith (* 17. Dezember 1986 in Miami, Florida) ist ein ehemaliger US-amerikanischer Footballspieler auf der Position des Runningbacks. Er spielte für die Detroit Lions in der National Football League (NFL).

## Frühe Jahre
Kevin Smith ging auf die Southridge High School in Miami, Florida. Er war ein sehr guter Schüler und spielte auch American Football an der High School. Dies tat er so gut, dass er schon nach drei Jahren zweimal für die All-Dade County Auswahl berufen wurde. In seiner Zeit als Junior erlief er 1125 Yards Raumgewinn und erzielte 15 Touchdowns.

## College
Kevin Smith wechselte nach der High School zur University of Central Florida. Auch auf dem College spielte Smith stark auf und erzielte in drei Jahren, die er für die Universitätsmannschaft, die Knights, spielte, 4864 Yards bei 905 Versuchen, was einen durchschnittlichen Raumgewinn von 5,37 Yards pro Versuch ausmacht. Er erzielte dabei 45 Touchdowns. Smith wurde in dieser Zeit in 34 von insgesamt 36 Spielen eingesetzt.
Seine erzielten 4864 Yards sind die zweitmeisten in der Geschichte der Conference USA. Während seiner Junior-Zeit brachte Smith es auf 450 Laufversuche, mit dieser Zahl unterbot er den seit 1981 bestehenden Rekord von Marcus Allen mit 405 Laufversuchen. Seine in der Zeit erlaufenen 2566 Yards hätten fast noch den seit 1988 bestehenden Rekord in der National Collegiate Athletic Association (NCAA) Season Rushing, aufgestellt seinerzeit von Barry Sanders, bedeutet. Am Ende fehlten ihm lediglich 62 Yards Raumgewinn, um den bestehenden Rekord von 2628 Yards Raumgewinn in der NCAA von Barry Sanders zu brechen.
In seiner letzten Saison wurde er von vielen als Kandidat zum Gewinner der Heisman Trophy gehandelt. Am Ende der Saison belegte er jedoch nur den 8. Platz mit 55 Punkten und drei Stimmen, die ihn direkt zum Heisman-Trophy-Gewinner gewählt haben. Dieses Ergebnis jedoch war das zweitbeste Ergebnis in der Geschichte des UCF, denn Smith war erst der zweite Spieler, der überhaupt in der Geschichte des Colleges die Stimmen zur direkten Wahl für die Auszeichnung mit der Heisman Trophy auf sich vereinen konnte. Vor ihm gelang dies nur Daunte Culpepper, der jetzt sein Teamkollege in Detroit ist.

## Draft
Beim Pro Day lief er den 40-Yards-Lauf in 4,45 und 4,47 s. Beim vertikalen Sprung erreichte er die Höhe von 33,5 cm und er stemmte 15-mal das Gewicht von 105 kg. Trotz seiner starken Leistungen während seiner Zeit auf dem College, wurde er von den Experten nach dem Pro Day nur als potenzieller 3–4 Runden Pick gehandelt.
Beim NFL Draft 2008 wurde Kevin Smith dann von den Detroit Lions in der dritten Runde an 64. Stelle gedraftet.

## Profikarriere
Kevin Smith unterzeichnete bei den Lions einen Drei-Jahres-Vertrag. Smith spielte in der Preseason stark auf, was ihn dann auch zum Starter machte. Dies ist vor allem deshalb bemerkenswert, weil die Lions wenige Tage vor Saisonbeginn noch den Star-Runningback von den Cincinnati Bengals, Rudi Johnson, verpflichteten, den Smith bis auf wenige Spiele, als Starter ersetzte.
Er erzielte in seinem ersten NFL-Jahr als Rookie insgesamt 976 Yards Raumgewinn bei 238 Versuchen, was einen Schnitt von 4,1 Yards pro Versuch macht. Dabei erzielte er acht Touchdowns.